# Clifford. Wielki czerwony pies (serial animowany 2000)
Clifford – wielki czerwony pies (ang. Clifford the Big Red Dog) – amerykański serial animowany wyprodukowany w latach 2000–2003, oparty na serii książek dla dzieci o tym samym tytule autorstwa Normana Bridwella. Serial opowiada o wielkim czerwonym psie Cliffordzie, którego właścicielką jest Emily Elizabeth Howard. Prequelem serialu są Szczenięce lata Clifforda.
Serial emitowany w Polsce na kanale Minimax na przełomie 2003 i 2004 roku oraz na Boomerangu 6 marca 2013 roku. Serial wydano na DVD w Polsce przez firmę MediaWay.

## Bohaterowie

### Pierwszoplanowi
- Clifford – główny bohater serialu, pies Emily Elizabeth. Jest czerwony, sięga do drugiego piętra i jest większy od słonia. Nosi czarną obrożę. Zawsze jest gotowy, gdy ktoś potrzebuje jego pomocy, choć czasem, przez swój duży rozmiar powoduje szkody. Początkowo był malutkim szczeniakiem i bał się, że nie urośnie, lecz otoczony opieką i miłością wyrósł na ogromnego psa.
- Emily Elizabeth Howard – 8-letnia dziewczynka, właścicielka Clifforda. Ma krótkie blond włosy. Zazwyczaj ubiera się w różową bluzkę zapinaną na guziczki, czarną spódniczkę, czarno-różowe skarpetki do kolan i czarne buty. W jednym z odcinków była ubrana w niebieską sukienkę. Bardzo dobrze się uczy, lubi grać w piłkę nożną, koszykówkę i jeździć na rolkach. Czasem brakuje jej pewności siebie, ale z pomocą przyjaciół radzi sobie z przeciwnościami.
- Cleo – fioletowa pudlica. Jest przyjaciółką Clifforda. Nosi czarną obrożę i czerwoną kokardę na głowie. Mieszka w domu ze swoją panią. Uważa się za najmądrzejszą z paczki, przez co często pakuje siebie i przyjaciół w kłopoty. Nie lubi chodzić do fryzjera, za to uwielbia się brudzić w czasie zabawy.
- T-Bone – przyjaciel Clifforda i Cleo. Jest małym, żółtym buldogiem w pomarańczowe łatki. Nosi niebieską obrożę. Mieszka ze swoim panem, który jest policjantem. Jest trochę niezdarny, ale bardzo pomocny i życzliwy.
- Charlie – to najlepszy przyjaciel Emily Elizabeth. Mieszka z tatą na statku i czasami pomaga mu w jego restauracji. Pochodzi z Jamajki i lubi grać na bębnach. Jest najlepszym piłkarzem w drużynie.

### Drugoplanowi
- Jetta Handover – jest przyjaciółką Emily Elizabeth i Charliego. Potrafi być podstępna i złośliwa, ale tak naprawdę jest miła. Uwielbia zachowywać się jak gwiazda. Zawsze wiąże swoje długie, czarne włosy w „koński ogon”. Ma małego brata Cosmo.
- Vaz – przyjaciel Emily, Jetty i Charliego. Ma czarne włosy, białą bluzkę w czerwone paski i jeansowe spodnie. Lubi grać w piłkę, mimo że jest jednym ze słabszych graczy.
- Mac – szary pies Jetty. Nosi zieloną obrożę. Jest samolubny i niemiły, ale potrafi być przyjacielski. Uwielbia jeść psie chrupki, za które zrobiłby wszystko. Wygrał wiele wystaw dla psów. Gdy Jetta się zdenerwuje na psa mówi na niego Machiavelli.
- Samuel – tata Charliego. Mieszka na statku, który jest również restauracją. W jednym odcinku podarował Charliemu Jamajski bębenek.
- KC – pies, który jest cały biały i gdzieniegdzie ma kasztanowe łaty. Nie ma jednej nogi. Psy na początku się go bały, ale z czasem go polubiły. To najlepszy przyjaciel Cleo. Później zostaje wyszkolony do opieki nad starszymi ludźmi.
- Cosmo Handover – młodszy braciszek Jetty. Bardzo lubi swoją siostrę. Urządzono przyjęcie na jego cześć.
- Mary – przyjaciółka Emily, Charliego, Vaza i Jetty. Ma białą bluzkę z krótkimi rękawkami i falbankami pod szyją i różowe spodnie. Jest niepełnosprawna i jeździ na wózku. Wygrała pokaz talentów grając na pianinie.
- Mimi – dziewczyna T-Bona. Jest maści brązowej, prawdopodobnie rasy Shih Tzu. Nosi różową kokardkę na głowie. Jej pani od czasu do czasu przyjeżdża na Ptasią Wyspę, by fotografować zwierzęta.

### Epizodyczni
- Laura – kuzynka Emily Elizabeth. Jest ruda. Ma żółtą bluzkę i białe spodnie oraz żółte buty, a także na głowie niebieską opaskę. Ma psa Rexa. Jest bardzo zamknięta w sobie i nieśmiała. Lubi ptaki. Podarowała Emily lornetkę.
- Rex – pies Laury. Najlepszy przyjaciel Clifforda z dzieciństwa. Jest tej samej rasy co Clifford, tylko że jest bardziej potargany i maści kasztanowej. Jest dość duży, ale daleko mu do Clifforda.
- Courtney Amber – siostrzenica pana Bleakmana. Jest piosenkarką. Emily marzyła, by przyjechała, a Jetta nie wierzyła, że to możliwe.
- Wolie – klasowa maskotka klasy Emily. Jest białym królikiem. Bardzo lubi kicać i jeść marchewkę.
- Suzie – kuzynka Cleo. Jest biała i ma brązowe łaty. Jest ciapowata i rozbrykana.
- mama Clifforda – jest pokazana w odcinku „Mały Clifford”. Jest brązowa i urodziła piątkę szczeniaków. Clifford był piąty, najmniejszy i czerwony.
- Hamburger – najlepszy przyjaciel T-bone’a. Również jest buldogiem, tylko większym i białym w beżowe łaty. Razem ze swoim panem mieszkał z T-Bonem, zanim Clifford przybył na wyspę.

## Spis odcinków
| Nr                | Polski tytuł                      | Angielski tytuł                   |
| ----------------- | --------------------------------- | --------------------------------- |
|                   |                                   |                                   |
| SERIA PIERWSZA    |                                   |                                   |
|                   |                                   |                                   |
| 01                | Mój najlepszy przyjaciel          | My Best Friend                    |
| 01                | Zabawka Cleo                      | Cleo’s Fair Share                 |
|                   |                                   |                                   |
| 02                | Przesyłka specjalna               | Special Delivery                  |
| 02                | Opowieść o promie                 | A Ferry Tale                      |
|                   |                                   |                                   |
| 03                | Z ptaszkiem jest nas troje        | And Birdy Makes Three             |
| 03                | Tu gdzie mieszkamy jest najlepiej | Home is Where The Fun is          |
|                   |                                   |                                   |
| 04                | Festyn Clifforda                  | Clifford’s Carnival               |
| 04                | Psie spotkanie                    | Clifford’s Doggy Reunion          |
|                   |                                   |                                   |
| 05                | Wielki wyścig                     | The Great Race                    |
| 05                | Kłopoty z brzuszkiem              | Tummy Trouble                     |
|                   |                                   |                                   |
| 06                | Pierwsze spotkanie z Cleo         | Cleo Comes to Town                |
| 06                | Fałszywy przyjaciel               | False Friends                     |
|                   |                                   |                                   |
| 07                | Clifford i fasolka                | Clifford and the Beanstalk        |
| 07                | Świerzb                           | An Itchy Patch                    |
|                   |                                   |                                   |
| 08                | Nowy przyjaciel                   | A New Friend                      |
| 08                | Burzowa pogoda                    | Stormy Weather                    |
|                   |                                   |                                   |
| 09                | Gwiazdy cyrku                     | Circus Stars                      |
| 09                | Wielka trema                      | Limelight Fright                  |
|                   |                                   |                                   |
| 10                | Złapać ptaszka                    | To Catch a Bird                   |
| 10                | Najlepsze przyjęcie               | The Best Party Ever               |
|                   |                                   |                                   |
| 11                | Wróć do mnie Mac                  | Come Back, Mac                    |
| 11                | Strach się bać                    | Boo                               |
|                   |                                   |                                   |
| 12                | Mały Clifford                     | Little Clifford                   |
| 12                | Witamy na Ptasiej Wyspie          | Welcome to Birdwell Island        |
|                   |                                   |                                   |
| 13                | Słuszna decyzja                   | Doing the Right Thing             |
| 13                | O psie, który potrzebował pomocy  | The Dog Who Cried Woof            |
|                   |                                   |                                   |
| 14                | W pogoni za liśćmi                | Leaf of Absence                   |
| 14                | Nikt nie jest doskonały           | Nobody’s Perfect                  |
|                   |                                   |                                   |
| 15                | Ulubiony uczeń                    | Teacher’s Pet                     |
| 15                | Wyspiarz roku                     | Islander of the Year              |
|                   |                                   |                                   |
| 16                | Wielka niespodzianka na Clifforda | Clifford’s Big Surprise           |
| 16                | Uszy tak mają                     | The Ears Have It                  |
|                   |                                   |                                   |
| 17                | Wystarczająco silny               | Tough Enough                      |
| 17                | Gwiazdy w twoich oczach           | Stars In Your Eyes                |
|                   |                                   |                                   |
| 18                | Tajny psi klub Maca               | Mac’s Secret Dog Club             |
| 18                | Psi park                          | The Dog Park                      |
|                   |                                   |                                   |
| 19                | Napuszona Cleo                    | Fluffed Up Cleo                   |
| 19                | Duch zespołowy                    | Team Spirit                       |
|                   |                                   |                                   |
| 20                | Clifford na paradzie              | Clifford on Parade                |
| 20                | Lider prowadzi                    | Follow the Leader                 |
|                   |                                   |                                   |
| 21                | Żegnaj T-Bone                     | Good-bye, T-Bone                  |
| 21                | Prawda o psach i kotach           | The Truth About Dogs And Cats     |
|                   |                                   |                                   |
| 22                | Wielkie spanie                    | The Big Sleepover                 |
| 22                | Jeden dzień jako pies             | Dog for a Day                     |
|                   |                                   |                                   |
| 23                | T-Bone, pies w mieście            | T-Bone, Dog About Town            |
| 23                | Wielkie serce Clifforda           | Clifford’s Big Heart              |
|                   |                                   |                                   |
| 24                | Kto ja, zazdrosna?                | Who Me, Jealous?                  |
| 24                | Króliczek w stogu siana           | A Bunny in a Haystack             |
|                   |                                   |                                   |
| 25                | Nie suknia robi psa               | Clothes Don’t Make the Dog        |
| 25                | Szybkie zmiany                    | Short-Changed                     |
|                   |                                   |                                   |
| 26                | Złodziej karmy                    | The Kibble Crook                  |
| 26                | Apetyt na lody                    | Screaming for Ice Cream           |
|                   |                                   |                                   |
| 27                | Nowy pies w okolicy               | New Dog in Town                   |
| 27                | Zdrowiej szybko                   | Get Well                          |
|                   |                                   |                                   |
| 28                | Trudny podopieczny                | Babysitter Blues                  |
| 28                | Wspólna sobota                    | Saturday Morning                  |
|                   |                                   |                                   |
| 29                | Zostawić ślad                     | Best Paw Forward                  |
| 29                | Gdzie jest Bob?                   | Then Came Bob                     |
|                   |                                   |                                   |
| 30                | Przyjaciele przez całą dobę       | Friends, Morning, Noon, and Night |
| 30                | Dzień pana Bleakmana              | Mr. Bleakman’s Special Day        |
|                   |                                   |                                   |
| 31                | Wspomnienia                       | Welcome To The Doghouse           |
| 31                | Obietnice                         | Promises, Promises                |
|                   |                                   |                                   |
| 32                | Czkawka                           | Clifford’s Hiccups                |
| 32                | Moje przyjęcie                    | It’s My Party                     |
|                   |                                   |                                   |
| 33                | Wielkie sprzątanie                | Clifford Cleans His Room          |
| 33                | Nowy członek rodziny              | Baby Makes Four                   |
|                   |                                   |                                   |
| 34                | Bajeczka Jetty                    | Jetta’s Tall Tale                 |
| 34                | Aport                             | The Big Fetch                     |
|                   |                                   |                                   |
| 35                | Wielkie przyjęcie                 | Potluck Party Pooper              |
| 35                | Prezent od serca                  | The Best Gift                     |
|                   |                                   |                                   |
| 36                | Powrót przyjaciela                | Two’s Company                     |
| 36                | Przepędzić deszcz                 | Fair Weather Friend               |
|                   |                                   |                                   |
| 37                | Piękna wyspa                      | Doggie Garden                     |
| 37                | Skarb                             | Captain Birdwell’s Treasure       |
|                   |                                   |                                   |
| 38                | Dzień na opak                     | Topsy Turvy Day                   |
| 38                | Szkoła dobrego wychowania         | Clifford’s Charm School           |
|                   |                                   |                                   |
| 39                | Wybacz i zapomnij                 | Forgive & Forget                  |
| 39                | Powrót Mimi                       | Mimi’s Back In Town               |
|                   |                                   |                                   |
| 40                | Pamiątka z dzieciństwa            | Blanket Blues                     |
| 40                | Clifordozaurus Rex                | Dino Clifford                     |
|                   |                                   |                                   |
| SERIA DRUGA       |                                   |                                   |
|                   |                                   |                                   |
| 41                | Śnieżne kłamstewko                | That’s Snow Lie                   |
| 41                | Przyjaciel w potrzebie            | A Friend In Need                  |
|                   |                                   |                                   |
| 42                | List z daleka                     | Fan Mail                          |
| 42                | Niech żyje Cleo                   | Hooray for Cleo                   |
|                   |                                   |                                   |
| 43                | Najstraszniejszy jest sam strach  | Nothing to Fur but Fur Itself     |
| 43                | Projekt Jetty                     | Jetta’s Project                   |
|                   |                                   |                                   |
| 44                | Cuchnący przyjaciele              | Stinky Friends                    |
| 44                | Wspaniały pan Bleakman            | He’s Wonderful Mr. Bleakman       |
|                   |                                   |                                   |
| 45                | Czary mary                        | Magic in the Air                  |
| 45                | Wszyscy kochają Clifforfa         | Everyone Loves Clifford           |
|                   |                                   |                                   |
| 46                | Clifford rośnie                   | Clifford Grows Up                 |
| 46                | Sweter Jetty                      | Jetta’s Sweater                   |
|                   |                                   |                                   |
| 47                | Wujek T-Bone                      | Big Hearted T-Bone                |
| 47                | Walentynka od Cleo                | Cleo’s Valentine Surprise         |
|                   |                                   |                                   |
| 48                | Wstydliwe zdarzenia               | Embarrassing Moments              |
| 48                | Szczęśliwy kamyk                  | Lucky Charm                       |
|                   |                                   |                                   |
| 49                | Mały wielki pies                  | Little Big Pup                    |
| 49                | Poznajemy się                     | Getting To Know You               |
|                   |                                   |                                   |
| 50                | Lekcje wędkowania                 | Fishing Lessons                   |
| 50                | Cleo nie chce się kąpać           | No Baths For Cleo                 |
|                   |                                   |                                   |
| 51                | Bałagan                           | Another Fine Mess                 |
| 51                | Król Mac                          | King Mac                          |
|                   |                                   |                                   |
| 52                | Wymarzona przyszłość              | When I Grow Up                    |
| 52                | Nie mam czasu                     | Not Now, I’m Busy                 |
|                   |                                   |                                   |
| 53                | Księżniczka Cleo                  | Princess Cleo                     |
| 53                | Koszykówkowe opowiadania          | Basketball Stories                |
|                   |                                   |                                   |
| 54                | Psi detektywi                     | Doggy Detectives                  |
| 54                | Obozowicze                        | Camping it Up                     |
|                   |                                   |                                   |
| 55                | Cleo nosi kołnierz                | Cleo Gets a Cone                  |
| 55                | Bajka uspakajanka                 | A Job Well Read                   |
|                   |                                   |                                   |
| 56                | Wyjątkowy T-Bone                  | Special T-Bone                    |
| 56                | Ciekawska Jetta                   | Jetta’s Sneak Peek                |
|                   |                                   |                                   |
| 57                | Vaz telemaniak                    | Vaz Goes Down the Tubes           |
| 57                | Kłopoty z Robo Pieskiem           | Cyber Puppy Problems              |
|                   |                                   |                                   |
| 58                | Kto zabrał mi kość                | Who Moved My Bone                 |
| 58                | Clifford król piratów             | Clifford the Pirate King          |
|                   |                                   |                                   |
| 59                | Clifford ma chęć na ciasteczko    | Clifford’s Cookie Craving         |
| 59                | Koleżanka Jetty                   | Jetta’s Friend                    |
|                   |                                   |                                   |
| 60                | Wszystko może się zdarzyć         | Flood of Imagination              |
| 60                | Powrót do przeszłości             | Lights Out                        |
|                   |                                   |                                   |
| 61                | Wielka pomoc                      | A Big Help                        |
| 61                | Kocie psoty                       | The Trouble with Kittens          |
|                   |                                   |                                   |
| 62                | Sprowadzony na złą drogę          | Led Astray                        |
| 62                | Nowa nauczycielka                 | Wedding Bell Blues                |
|                   |                                   |                                   |
| 63                | Karma dla bohatera                | Food For Thought                  |
| 63                | Przyjaciele na zawsze             | Friends Forever                   |
|                   |                                   |                                   |
| 64                | Kolorowy Clifford                 | Tie-Dyed Clifford                 |
| 64                | Konkurs talentów                  | Stage Struck                      |
|                   |                                   |                                   |
| 65                | Psi zespół                        | Dog House Rock                    |
| 65                | Ważny gość                        | Guess Who’s Coming To Birdwell    |
|                   |                                   |                                   |
| ODCINEK SPECJALNY |                                   |                                   |
|                   |                                   |                                   |
| S1                |                                   | Big Big Friend Day                |
|                   |                                   |                                   |

## Emisja
- MiniMax, MiniMini+, TVP3, Boomerang (stary dubbing), TVP ABC (nowy dubbing)